# IATE

## Inter-Active Terminology for Europe – (EU's terminologiske database)
(Erstatning for den tidligere anvendt "EURODICAUTOM")
Det overordnede mål for IATE-projektet har været at udvikle en fælles termdatabase bestående af de termbaser, der allerede er udviklet i EU's oversættelsesinstitutioner:
- EU-Kommissionen
- EU-Rådet
- EU-Parlamentet
- EU-Revisionsret
- EU-Oversættelsescentret

IATE samler alle de individuelle termdatabaser, der tidligere blev brugt i EU's forskellige oversættelsestjenester (f.eks. Eurodicautom, TIS og Euterpe). 
IATE-databasen åbnede officielt medio 2007. Specificationen er baseret på ISO 12620, en international standard til udveksling af informationstyper i eksisterende termdatabaser.
For tiden indeholder databasen 8,7 millioner termer, 500.000 forkortelser og 100.000 fraser, og den dækker alle de 23 officielle EU-sprog. Omfanget af basens indhold for hvert enkelt sprog afhænger af, hvor lang tid sproget har været officielt EU-sprog.
 
Det langsigtede mål er at opnå samme indholdsmæssige dækning for alle de officielle sprog. 
Databasen forvaltes i fællesskab af alle de større EU-institutioner:
- EU-kommissionen
- EU-Parlamentet
- EU-Rådet
- EU-Domstolen
- EU-Revisionsret
- EØSU (Det Europæiske Økonomiske og Sociale Udvalgs forretningsorden)
- EU-Regionsudvalget
- Den Europæiske Centralbank
- Den Europæiske Investeringsbank
- EU-Oversættelsescentret